# Aysha guarapuava
Aysha guarapuava là một loài nhện trong họ Anyphaenidae.
Loài này thuộc chi Aysha. Aysha guarapuava được Antonio D. Brescovit miêu tả năm 1992.